# Distrito Sur (Hong Kong)
Sur (en chino: 南区, pinyin: Nán qū , chino tradicional: 南區, en inglés: Southern District) es uno de los 18 distritos de la ciudad de Hong Kong, República Popular China. Establecido el 1 de enero de 2008. Está ubicado en la parte sur de la isla de Hong Kong. Su área es de 39 kilómetros cuadrados y su población es de 278 655 (2011). Este distrito tiene la cuarta población más baja de la ciudad.
Este distrito fue construido en 1981.

## Sitios de interés
- Ap Lei Chau